# 1号店
1号店是中国一家网络购物公司。提供在线零售服务。

## 历史
2008年7月，于刚和刘峻岭创建1号店。
2010年5月，平安集团出资8000万元收购1号店80%股权成为最大股东。
2011年5月，零售巨头沃尔玛开始投资1号店。
2012年，沃尔玛宣布进一步投资1号店，并占51.3%股份。
2015年7月，沃尔玛宣布完成对1号店的全部收购。
2016年6月，沃尔玛转让1号店给京东，获得京东4.97%股权。